# Bahnhof Abashiri
Der Bahnhof Abashiri (jap. 網走駅, Abashiri-eki) ist ein Bahnhof auf der japanischen Insel Hokkaidō. Er befindet sich in der Unterpräfektur Okhotsk auf dem Gebiet der Stadt Abashiri.

## Verbindungen
Abashiri ist ein Zwischenbahnhof und früherer Trennungsbahnhof am Übergang von der Sekihoku-Hauptlinie zur Senmō-Hauptlinie. Erstere führt westwärts über Engaru nach Asahikawa, letztere in südöstlicher Richtung nach Higashi-Kushiro.
JR Hokkaido bietet im Fernverkehr täglich vier Schnellzüge mit der Bezeichnung Ochotsk an (benannt nach dem Ochotskischen Meer). Sie verbinden Abashiri mit Asahikawa und der Präfekturhauptstadt Sapporo, wofür sie rund fünfeinhalb Stunden benötigen. Im Regionalverkehr fährt auf der Sekihoku-Hauptlinie ungefähr alle zwei bis drei Stunden ein Regionalzug über Kitami nach Engaru. Auf der Senmō-Hauptlinie fahren viermal täglich Regionalzüge nach Kushiro sowie je einmal täglich nach Shiretoko-Shari und Midori.
Auf dem Bahnhofsvorplatz befindet sich ein kleiner Busterminal, der von verschiedenen Linien der Gesellschaften Abashiri Bus und Shari Bus bedient wird. Von Bedeutung sind insbesondere die Linien zum Flughafen Memanbetsu und zum Onsen in Utoro.

## Anlage
Der Bahnhof liegt im westlichen Stadtteil Shinmachi und ist von Westen nach Osten ausgerichtet. Er besitzt fünf Gleise, von denen drei dem Personenverkehr dienen. Diese liegen am Hausbahnsteig und an einem überdachten Mittelbahnsteig, der durch eine gedeckte Überführung mit dem Empfangsgebäude an der Nordseite der Anlage verbunden ist. Betrieblich gesehen handelt es sich um einen von beiden Seiten her zugänglichen Endbahnhof: Züge wechseln nur in Ausnahmefällen von der einen auf die andere Linie, da Abashiri in der Regel stets die Endstation ist. Schnellzüge nach Sapporo fahren grundsätzlich vom Hausbahnsteig ab. Südlich des Bahnhofs befindet sich eine Abstellanlage mit einem dreigleisigen Depot.
Das Empfangsgebäude und die Gleisanlagen liegen auf einer erhöhten Geländeterrasse. Eine breite Treppe und eine Rampe führen hinunter zum Bahnhofsvorplatz. Dazwischen steht eine Statue, die einen Walfänger mit Harpune darstellt.

## Bilder

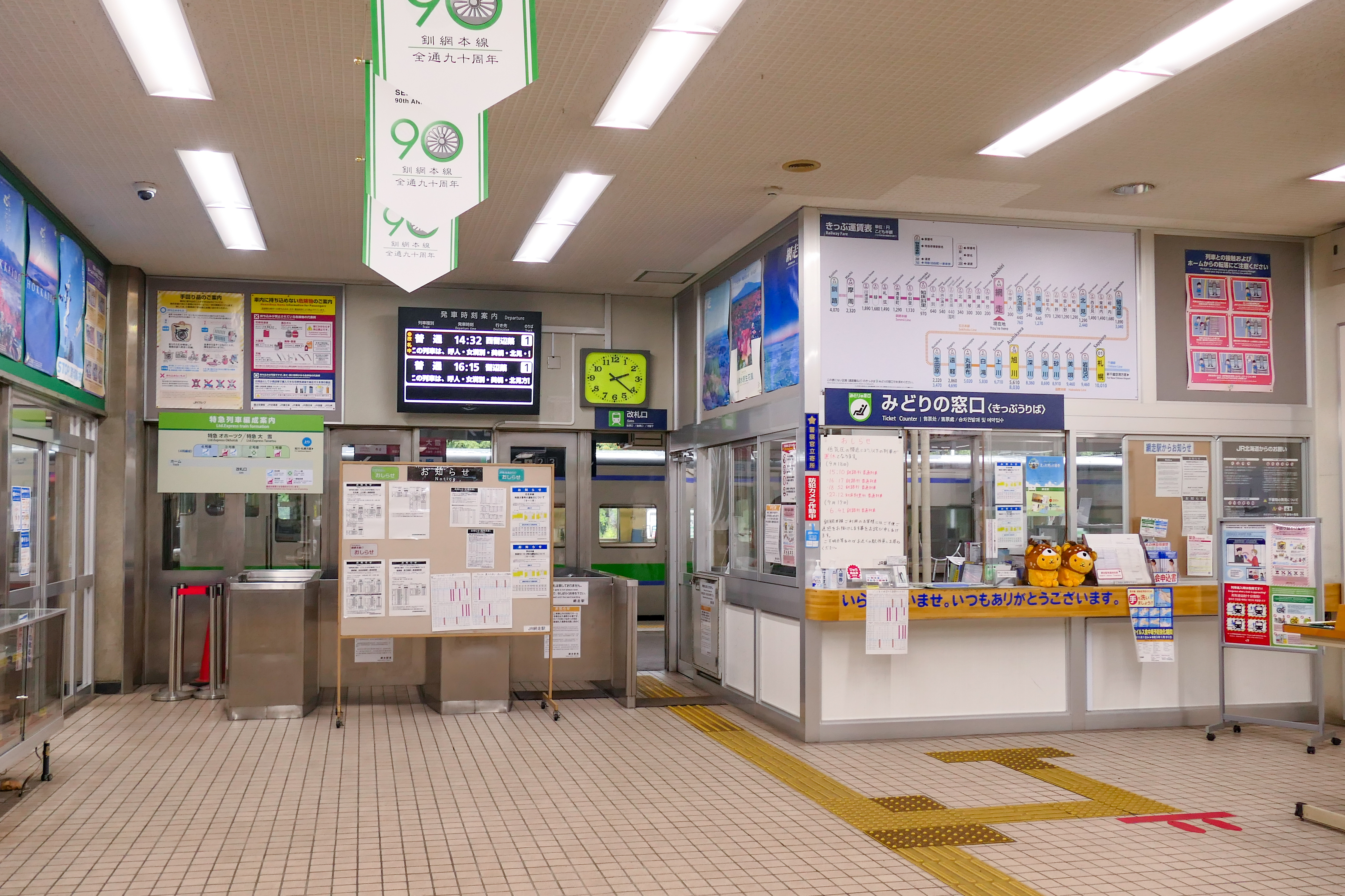
Verkaufsschalter
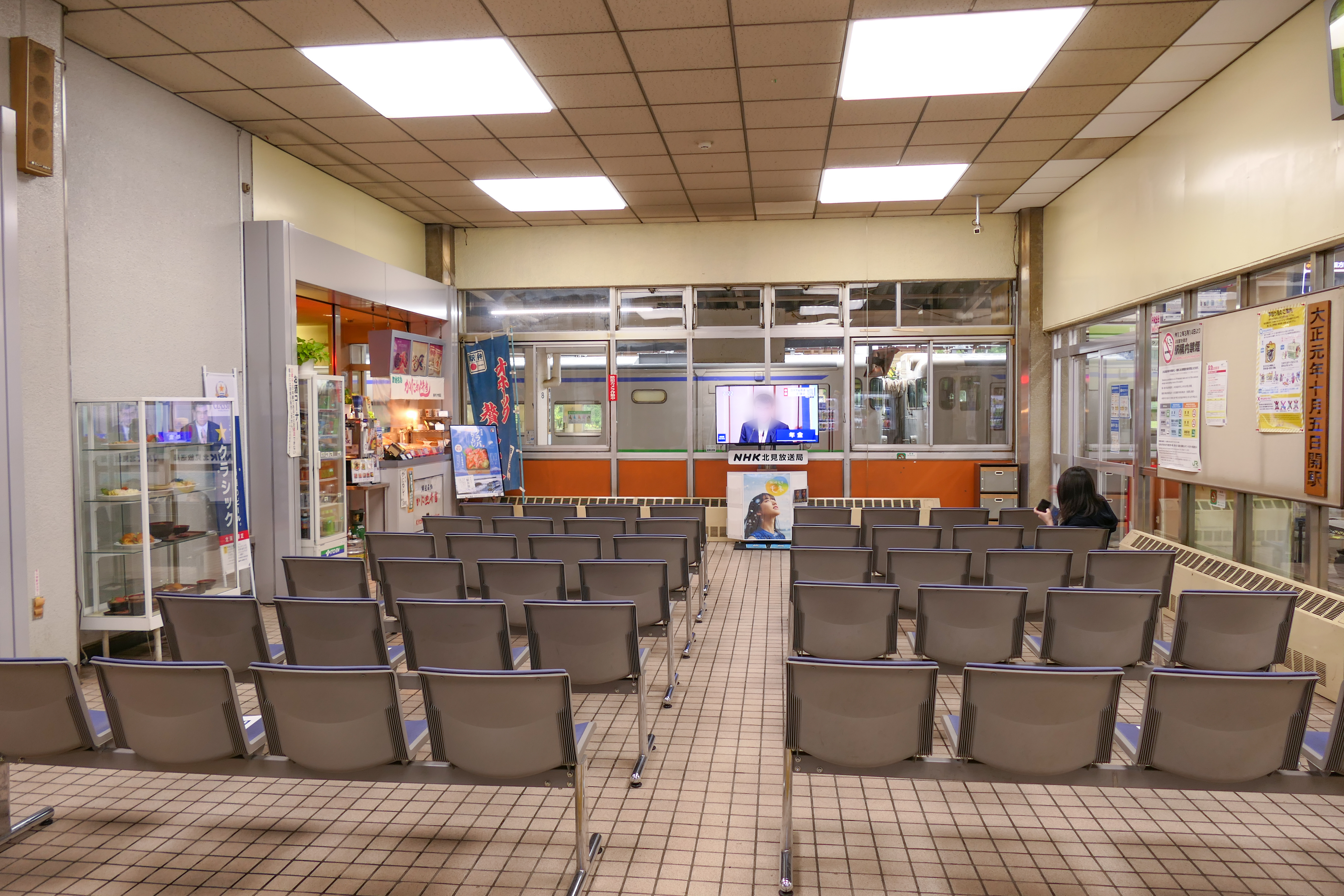
Wartehalle
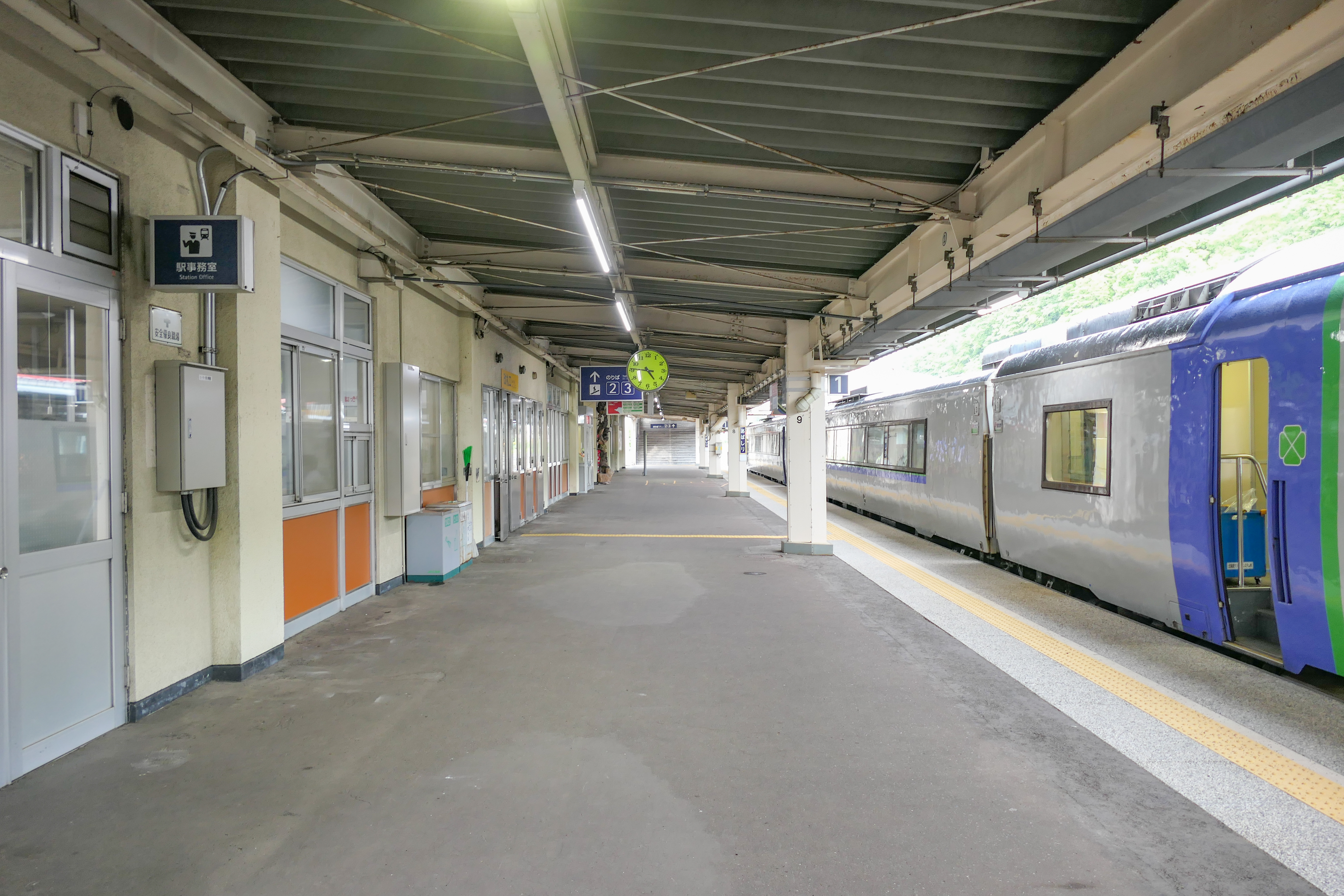
Hausbahnsteig
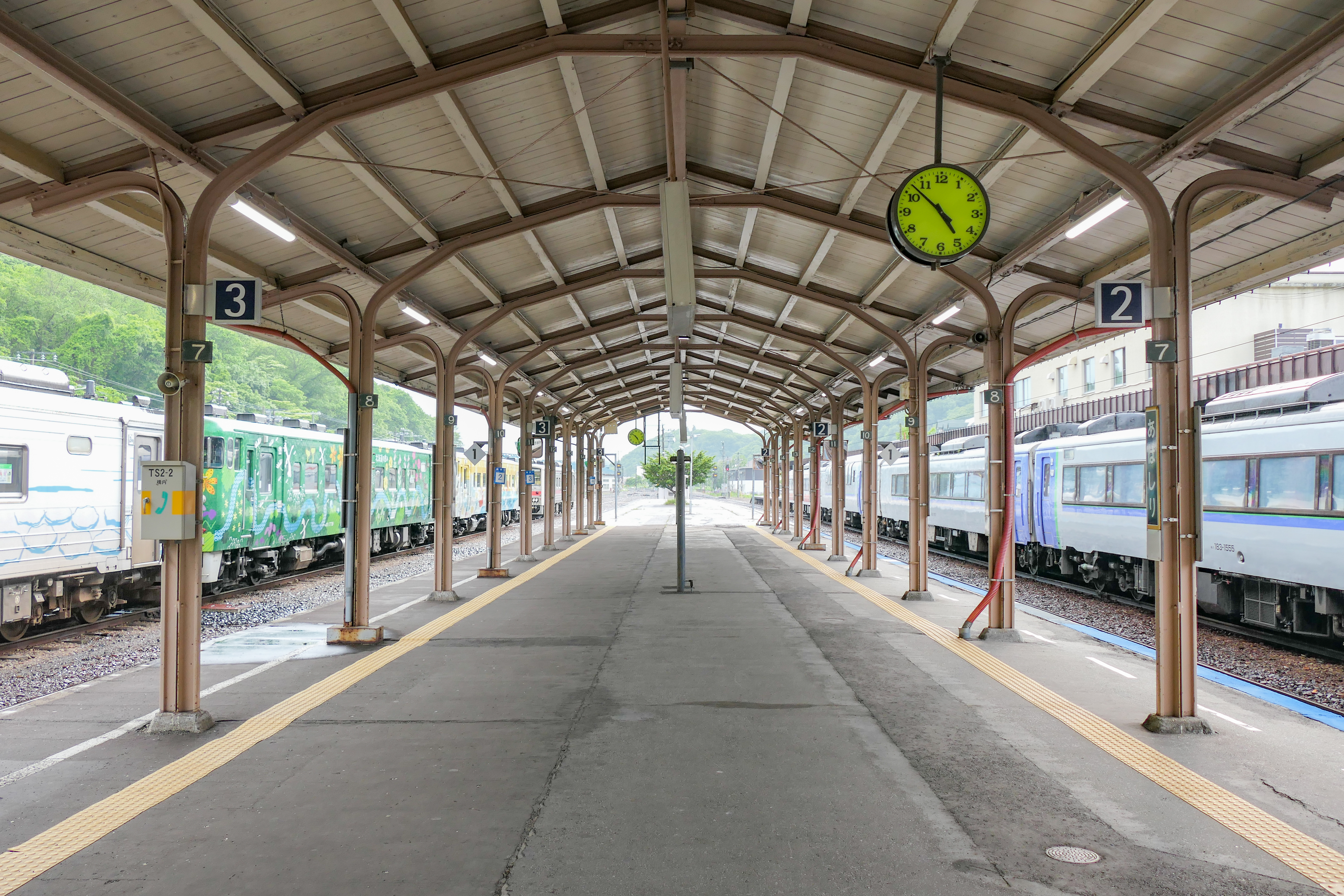
Bahnsteig 2/3
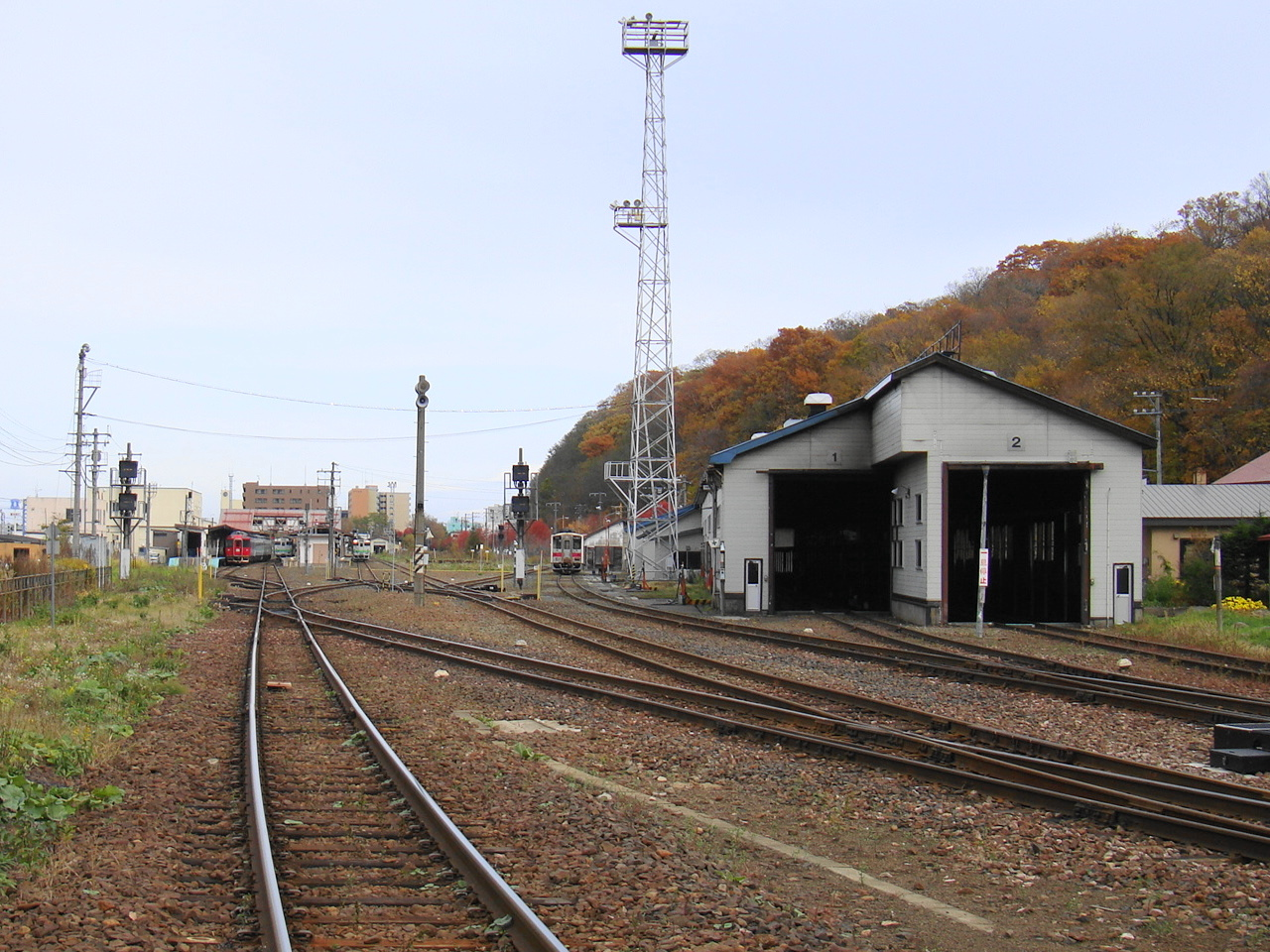
Gleisanlagen mit Depot
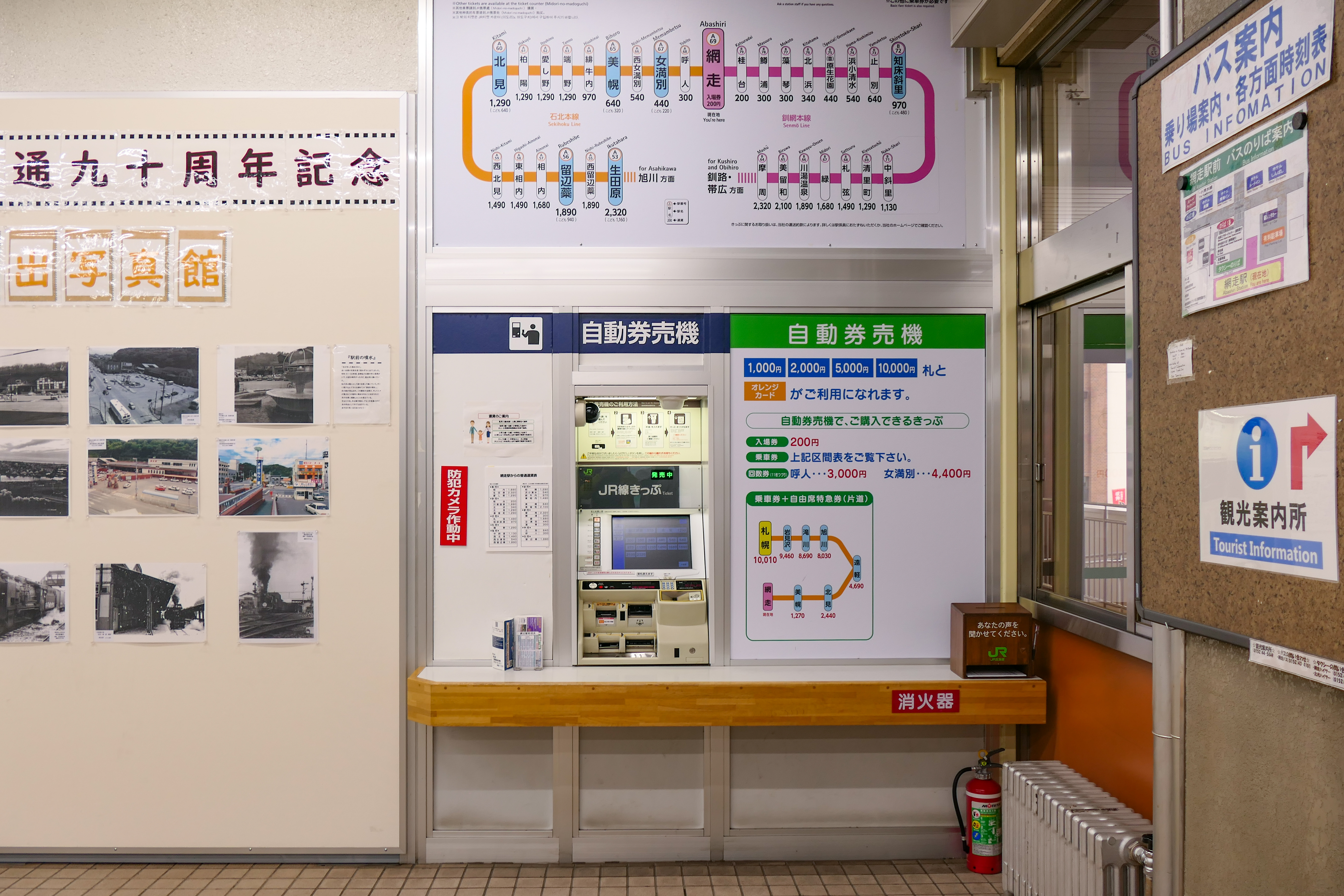
Fahrkartenautomat (September 2021)

## Gleise
| 1     | ▉ Sekihoku-Hauptlinie | Kitami • Asahikawa • Sapporo |
| 1     | ▉ Senmō-Hauptlinie    | Midori                       |
| 2 • 3 | ▉ Senmō-Hauptlinie    | Midori • Kushiro             |
| 2 • 3 | ▉ Sekihoku-Hauptlinie | Kitami • Engaru              |

## Linien
| Verlauf der Sekihoku-Hauptlinie |
| --- |
| Asahikawa • Asahikawa-Yojō • Shin-Asahikawa • Minami-Nagayama • Higashi-Asahikawa • Sakuraoka • Tōma • Ikaushi • Aibetsu • Naka-Aibetsu • Antaroma • Kamikawa • Shirataki • Maruseppu • Setose • Engaru • Yasukuni • Ikutahara • Nishi-Rubeshibe • Rubeshibe • Ainonai • Higashi-Ainonai • Nishi-Kitami • Kitami • Hakuyō • Itoshino • Tanno • Hiushinai • Bihoro • Nishi-Memambetsu • Memambetsu • Yobito • Abashiri |

| Verlauf der Senmō-Hauptlinie |
| --- |
| Abashiri • Katsuradai • Masuura • Mokoto • Kitahama • Genseikaen • Hama-Koshimizu • Yamubetsu • Shiretoko-Shari • Naka-Shari • Minami-Shari • Kiyosatochō • Sattsuru • Midori • Kawayu-Onsen • Biruwa • Mashū • Isobunnai • Shibecha • Kayanuma • Tōro • Hosooka • Kushiroshitsugen • Tōya • Higashi-Kushiro • Kushiro |

## Geschichte

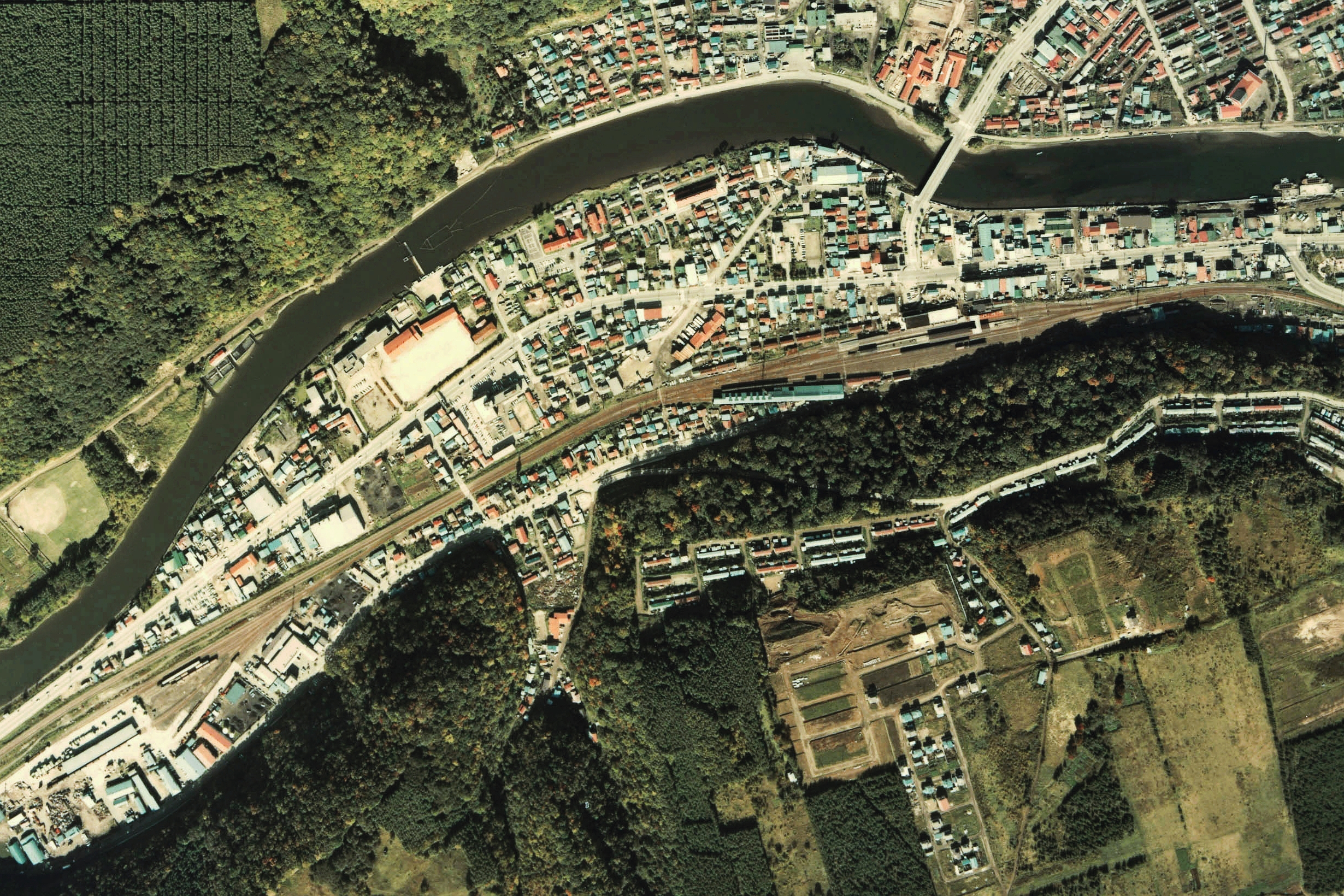
Luftansicht (1978)

Das Eisenbahnamt (das spätere Eisenbahnministerium) eröffnete am 5. Oktober 1912 das Teilstück zwischen Nokkeushi (heute Kitami) und Abashiri. Der Endbahnhof lag ursprünglich etwa 600 Meter weiter östlich als heute, näher beim Stadtzentrum. Am 15. November 1924 folgte die Eröffnung einer Verlängerung nach Kitahama. Diese zweigte jedoch rund einen halben Kilometer westlich des Kopfbahnhofs von der älteren Strecke ab. Züge mussten nach einem Halt in Abashiri bis zur Verzweigung zurücksetzen, bevor sie in Richtung Kitahama weiterfahren konnten. 1931 war die Senmō-Hauptlinie bis Higashi-Kushiro durchgehend befahrbar, was zu einer deutlichen Verkehrszunahme führte. Der Kopfbahnhof war nicht in der Lage, diese zu bewältigen, weshalb das Eisenbahnministerium westlich der Verzweigung einen neuen Durchgangsbahnhof errichtete. Er ging am 1. Dezember 1932 in Betrieb, während der alte Bahnhof an der Stichstrecke bis 1969 unter der Bezeichnung Hama-Abashiri (浜網走) für den Güterverkehr genutzt wurde.
Am 10. Oktober 1935 eröffnete das Eisenbahnministerium den ersten Abschnitt der Yūmō-Linie von Abashiri nach Ubaranai; bis zur Fertigstellung der gesamten Strecke nach Naka-Yūbetsu vergingen weitere 18 Jahre. 1977 ersetzte die Japanische Staatsbahn das bisherige Empfangsgebäude durch einen Neubau. Am 1. November 1986 stellte sie den Güterumschlag und die Gepäckaufgabe ein. Am 20. März 1987 legte sie die gesamte Yūmō-Linie still. Im Rahmen der Staatsbahnprivatisierung ging der Bahnhof am 1. April 1987 in den Besitz der neuen Gesellschaft JR Hokkaido über.